# Medaille voor Veteranen van de Buitenlandse Inlichtingendienst
De Medaille voor Veteranen van de Buitenlandse Inlichtingendienst (Russisch: Медаль Ветеран Службы внешней разведки) werd in maart 2004 ingesteld als een ministeriële onderscheiding van de Russische Federatie. De medaille wordt Toegekend aan personeel van de inlichtingendienst voor 25 jaar trouwe dienst waarbij de dienst in de KGB wordt meegeteld.

## De medaille
De gedeeltelijk geëmailleerde ronde medaille is van een nikkel-zilver-legering en draagt op de voorzijde het vijfpuntige wapen van de Sloezjba Vnesjnej Razvedki. Daaronder staat het motto "ВЕТЕРАН СЛУЖБЫ". Op de keerzijde staat binnen een lauwerkrans "СЛУЖБА ВНЕШНЕЙ РАЗВЕДКИ РОССИЙСКОЙ ФЕДЕРАЦИИ".
De medaille heeft een diameter van 32 millimeter en wordt op de linkerborst gedragen aan een vijfhoekig gevouwen lint in twee even brede banen. De linkerbaan is hemelsblauw met een gele bies, de andere baan is half grijs, half in de zwart met gele banen van de Orde van Sint-Joris.
Op een dagelijks uniform mag men een baton in de kleuren van het lint dragen.